# (4282) Endate
(4282) Endate ist ein Hauptgürtelasteroid, der am 28. Oktober 1987 von Hiroshi Kaneda und Seiji Ueda vom Observatorium in Kushiro-shi entdeckt wurde.
Der Asteroid wurde nach dem japanischen Astronomen Kin Endate (* 1960), dem Entdecker mehrerer Asteroiden, benannt.